# Alma mater

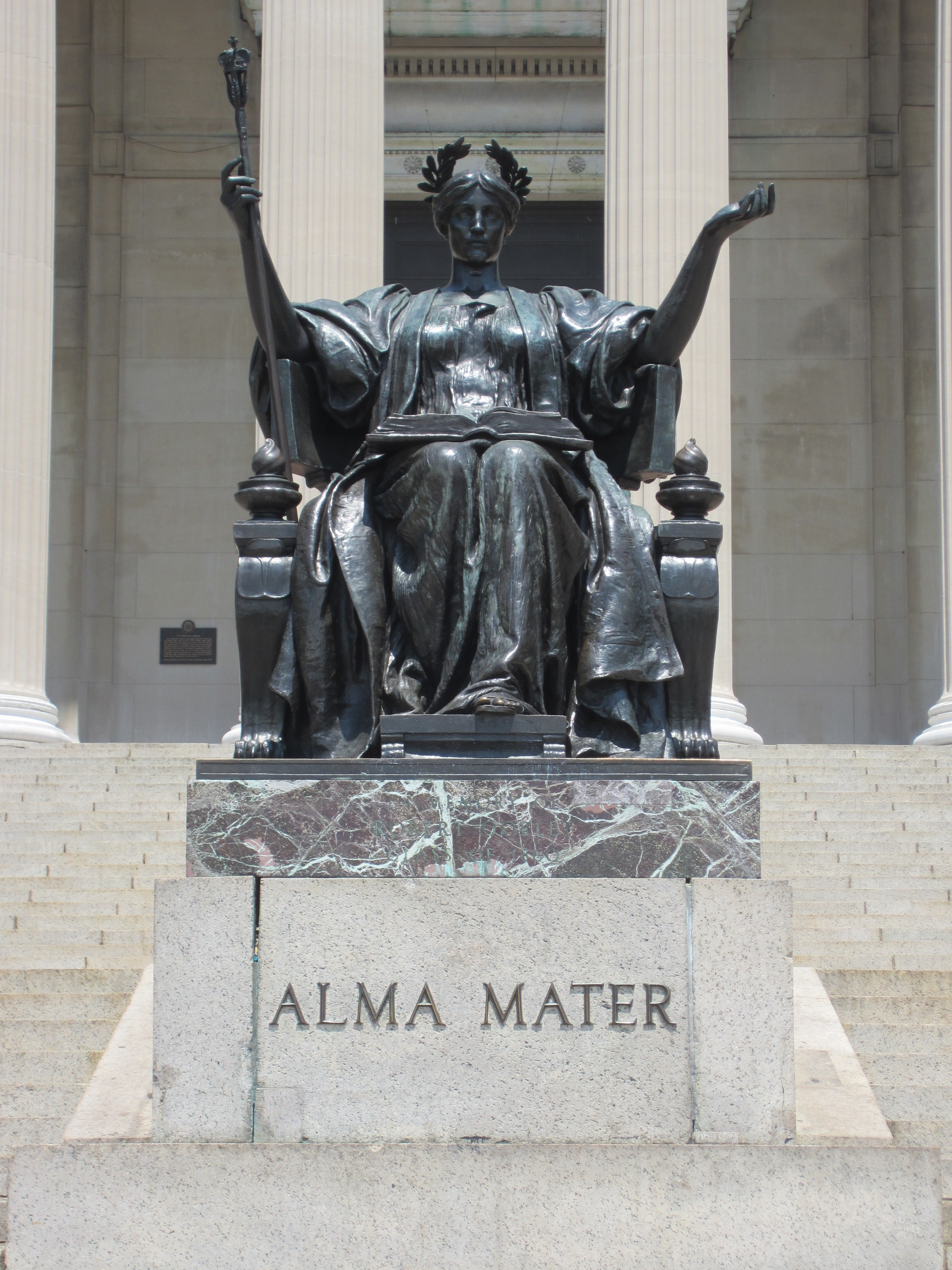
Alma Mater, estátua de Daniel Chester French, na Universidade Columbia, em Nova Iorque.

Alma mater é uma expressão alegórica em latim amplamente utilizada para referenciar uma instituição educacional que uma pessoa frequentou ou da qual se formou, sendo também um título honorífico atribuído a diversas deusas-mãe, notadamente Ceres e Cibele.
No contexto acadêmico, a origem do termo remonta à fundação da Universidade de Bolonha, na Itália, em 1088, considerada a mais antiga universidade em operação contínua no mundo. A instituição adotou o lema Alma Mater Studiorum ("mãe nutridora dos estudos"), estabelecendo assim uma associação duradoura entre a expressão e o ambiente educacional. Este conceito está intimamente relacionado ao termo alumnus, que denota literalmente um "alimentado" ou "aquele que é nutrido", sendo frequentemente empregado para designar um graduado.
Ao longo do tempo, "alma mater" também adquiriu conotações religiosas, sendo associada, no catolicismo, ao título de Maria de Nazaré, mãe de Jesus.

## Etimologia
Embora alma (nutridora) fosse um epíteto comum para Ceres, Cibele, Vênus e outras deusas-mãe, não era frequentemente utilizado em conjunto com mater no latim clássico. No Dicionário Latino de Oxford, a expressão é atribuída a Lucrécio em sua obra De rerum natura, onde ele empregou o termo como um epíteto para descrever uma deusa da terra:
Denique caelesti sumus omnes semine oriundi

omnibus ille idem pater est, unde alma liquentis

umoris guttas mater cum terra recepit (2.991–93)
Todos nós nascemos dessa semente celestial,

todos nós temos o mesmo pai, do qual a terra,

a mãe nutridora, recebe gotas de umidade líquida
Após a queda do Império Romano, o termo passou a ser incorporado na liturgia cristã em associação com Maria, mãe de Jesus. Alma Redemptoris Mater é uma antífona do século XI dedicada a Maria.
O primeiro registro documentado do termo sendo utilizado para se referir a uma universidade em um país de língua inglesa data de 1600, quando o impressor da Universidade de Cambridge, John Legate, começou a empregar um emblema para a gráfica da universidade. A primeira aparição foi na página título da obra A Golden Chain, do teólogo William Perkins, onde a frase Alma Mater Cantabrigia está inscrita em um pedestal com uma mulher nua e lactante usando uma coroa mural.

## Monumentos
Esculturas contemporâneas representando Alma Mater são destaque em locais proeminentes de diversos campi universitários nos Estados Unidos. Em 1901, uma |estátua de bronze, criada por Daniel Chester French, foi instalada nos degraus da Biblioteca Memorial Low da Universidade Columbia. Uma escultura semelhante, fundida em 1919 por Mario Korbel, ocupa posição de destaque nos degraus da entrada principal da Universidade de Havana. Dentre outras esculturas notáveis, incluem-se a de Lorado Taft na Universidade de Illinois em Urbana-Champaign e a de Cyrus Edwin Dallin no Mary Institute and St. Louis Country Day School.